# Caricatură

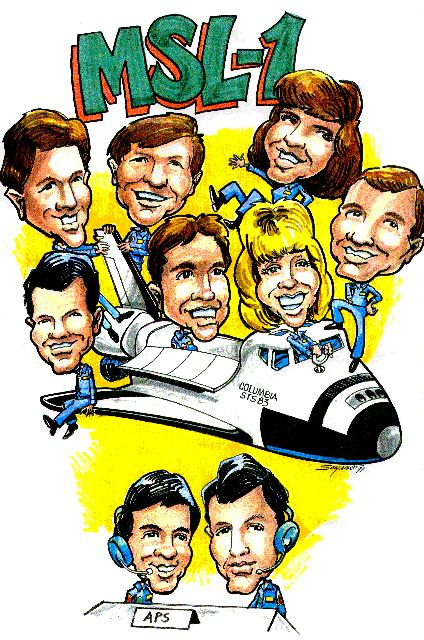
Caricatura unui echipaj al unei navete spațiale a NASA.

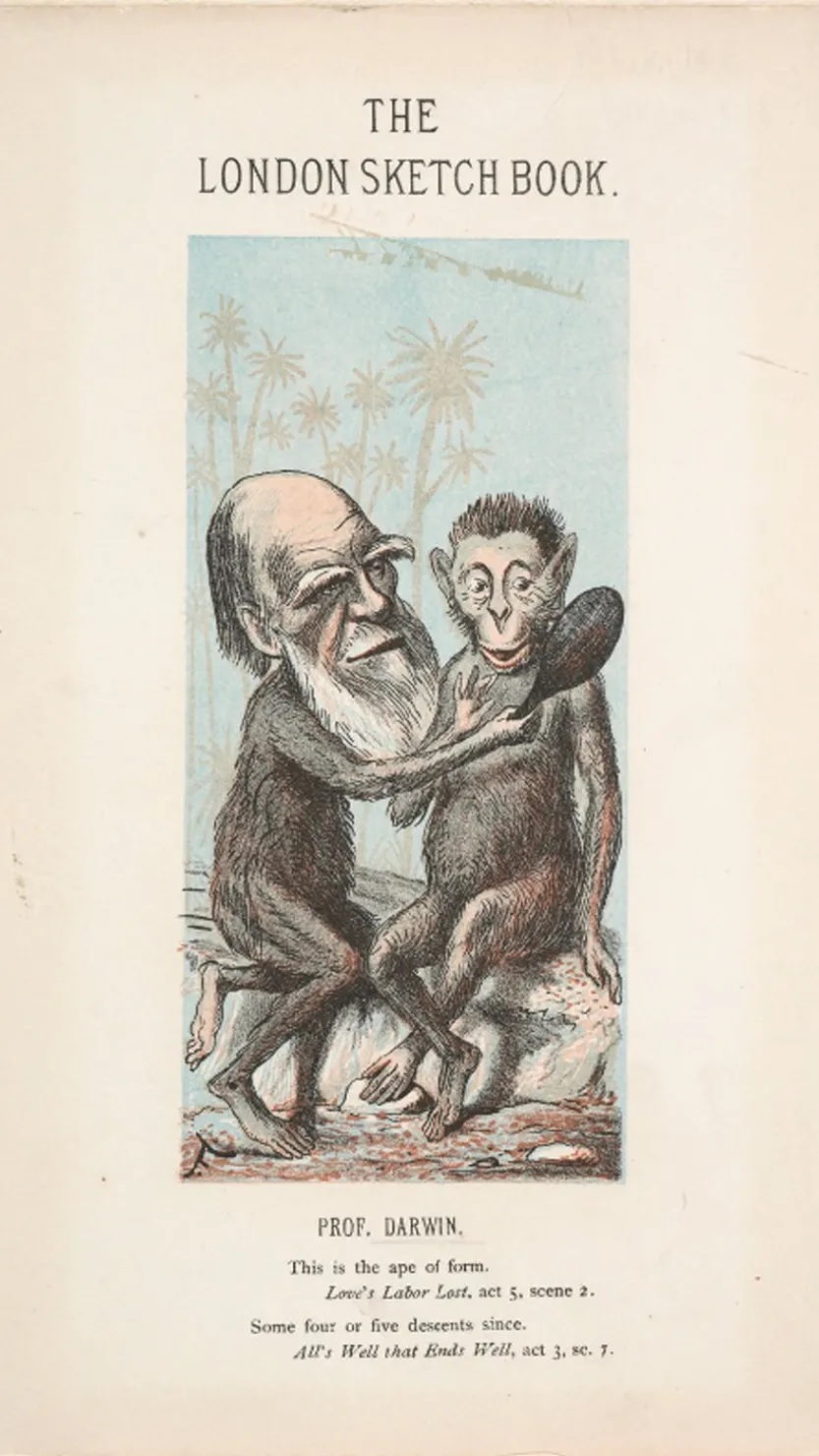
Darwin, conform unei caricaturi a timpului său

Caricatura este un gen aparte al artelor vizuale, de obicei un desen, deși poate fi executată și în alte tehnici, care reprezintă o persoană sau o situație printr-o exagerare intenționată a unor trăsături sau caracteristici, în scopul satirizării, ridiculizării sau atragerii atenției.

## Prezentare generală
Funcțiile esențiale ale caricaturii sunt de a destinde, de a amuza și a atrage atenția, dar și de a echilibra estetica vizuală a oricărei pagini tipărite și, nu în ultimă instanță, de a ilumina prin relevanță. O caricatură reușită poate avea o țintă directă și poate fi mai elocventă decât multe alte mijloace vizuale sau auditive complexe și/sau sofisticate. Caricatura de calitate esențializează într-o singură formă vizuală ceea ce nu poate fi rostit de numeroase cuvinte sau discursuri întregi.
Caricatura este o reprezentare intenționat amplificată sau deformată, de obicei grotescă, prin exagerarea unor trăsături caracteristice ale înfățișării fizice sau ale caracterului unei persoane (chip, trup, caracteristici morale sau psihice), sau a unei situații. Având variate modalități de expresie, după țelul pe care îl vizează (șarjă amicală, umoristică, satirică, critică, atragerea atenției), caricatura se realizează cu mijloace grafice diferite, în creion, în peniță sau chiar în acuarelă sau guașă, respectiv mai rar în pictură sau sculptură.
Prezentă în arta figurativă a tuturor popoarelor și a tuturor timpurilor, începuturile sale se plasează probabil în antichitatea veche, fiind atestată de desenele pe papirus sau de parodiile scenelor mitologice de pe vasele grecești. Prima datare, pe care o cunoaștem, a unei astfel de notații ironice datează cu circa 7.000 de ani în urmă, pe un papirus egiptean. Imaginea reprezintă o orchestră zoologică, cu un leu ce cântă la liră, un măgar la harpă, o maimuță la un fluier și un crocodil la un flaut. Acest veritabil cvartet cameral, poate desigur interpreta o piesă compusă de un bou.
La Muzeul Anatolian al civilizației, putem vedea desene și obiecte ce posedă un caracter distinct umoristic. Chiar și imaginea lui Buda în postura sa de reverie și seninătate, are o notă umoristică distinctă. Statuetele de lut din Grecia antică cu satiri veseli, cu falusuri gigantice, sunt și ele obiecte de amuzament cu semnificații erotice. Forma cea mai uzuală a unei reprezentări caricaturale o constituie disproporționarea și exagerarea unor anumite parți ale anatomiei.
Stil grafic echivalent pamfletului scris, caricatura poate fi considerată un gen al artelor plastice care își trăiește cu precădere existența în paginile publicațiilor. Caricatura ironizează în forme directe, simbolice sau metaforice, cu text ori fără cuvinte, aspecte și mentalități sociale, persoane de notorietate sau indivizi oarecare. Caricatura amuză majoritatea dar îi și irită pe alții, oricum, de cele mai multe ori creează reacții de receptare și nu trece neobservată. Mass-media de pretutindeni e guvernată de legea nescrisă „If it bleeds, it leads”, care într-o traducere liberă ar însemna: „Orice știre în care curge sânge e o știre de prima pagină” și nu este de mirare că adeseori, spațiul tipografic destinat caricaturii deține o poziționare importantă în conceptul paginației.
În general se face o distincție clară între caricatură și ilustrație editorială dar, adesea o ilustrație la text poate avea aceeași încărcătură satirică ca și o caricatură de sine stătătoare. Caricatura se distinge și ea prin câteva specii distincte: caricatura de satiră, de gag (cu text sau fără), caricatura portretistică, caricatura de metaforă sau simbol (prin excelența fără cuvinte), banda desenată sau comicsul, rareori colajul. Pe lângă aceste forme mai întâlnim caricatura de „șevalet”, cu o lucrătură mai laborioasă destinată sălilor de expoziție sau saloanelor de umor. O specie aparte a desenului satiric îl reprezintă desenul animat.
Încă de la apariția primelor gazete, caricatura a fost un ingredient sine qua non al publicațiilor. Prin caricatură se transmite un mesaj de opinie dar care poate fi în perfectă concordanță cu opțiunile privitorului. Caricatura a devenit atât de răspândită odată cu apariția tiparului și implicit a presei, devenind un barometru al evenimentelor sociale. Prin apariția internetului, se pare că ne aflăm în zorii unei noi (r)evoluții a comunicării. Internetul deschide căi nebănuite de mediatizare a imaginii, având un cost minimal și fiind accesibil oricui. Programele de soft ce creează imagini tridimensionale, facilitează descripția amănunțită. Site-uri destinate în exclusivitate caricaturii le putem accesa cu ușurință de pe diverse web-uri. Muzeul umorului din Montreal este poate cea mai complexă și la zi colecție de umor cu reprezentări în toate mediile plastice.
Comicul este unic prin geneză și conținut, „Redus la tipul său cel mai general, comicul este totdeauna o impostură demascată” enunța Tudor Vianu. Ralph Waldo Emerson a sintetizat genial genul caricaturii în următorul aforism: „Caricatura este adesea cea mai adevărată istorie a timpului”.

## Istoric

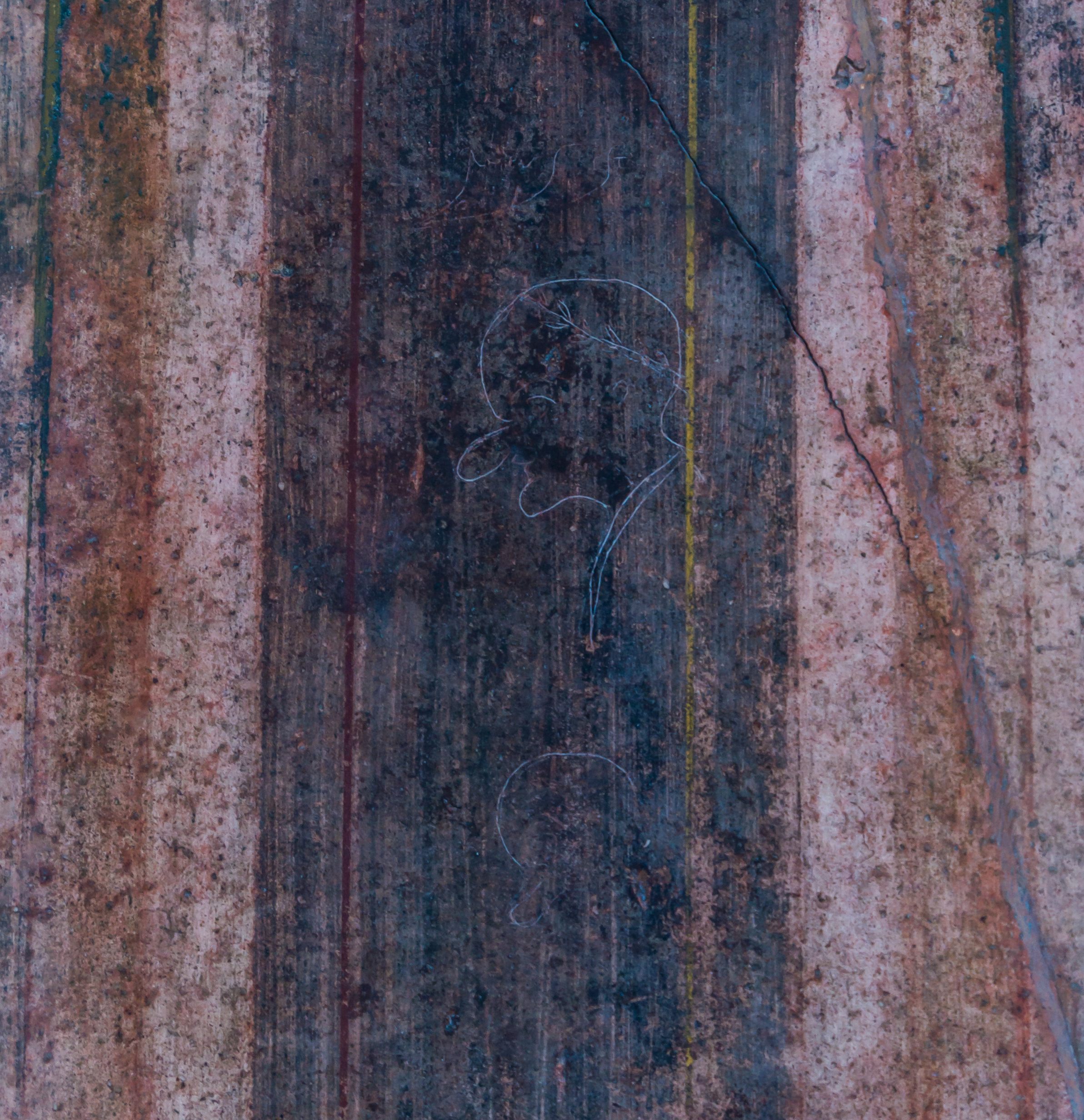
Caricatură antică a unui politician din Pompeii

Provenind din verbul italian „caricare” (a încărca), exagerările (distorsiunile) grafice în privința cuiva, caricatura ar fi apărut prin unele lucrări ale lui Leonardo da Vinci și mai ales ale lui Annibale Carracci și Gianlorenzo Bernini (1598-1680), „care puteau defini o persoană importantă din trei-patru tușe”.
Până pe la jumătatea secolului XIX, o caricatură desemna o schiță premergătoare unei lucrări plastice serioase sau a unei lucrări din domeniul arhitecturii. În anul 1843 s-a organizat la Londra o expoziție de astfel de schițe "cartoons" în scopul pavoazării Casei Parlamentului. Revista londoneză Punch, prima revistă săptămânală de umor, care își începuse apariția la 17 iulie 1841, publica o serie de desene ironice la adresa schițelor prezentate în această expoziție. Din acest moment noțiunea de caricatură va fi definitiv stabilită în înțelesul pe care îl acordăm și noi astăzi.
Dacă ar fi să stabilim o geneză a genului caricatural, putem lesne să considerăm chiar desenele rupestre ca având adesea o însușire satirică datorită sintezei și a reducerii la abstract prin stilizare, nota caracteristică a caricaturii fiind stilizarea și reliefarea accentelor predominante ale subiectului. În tradițiile tuturor popoarelor, pe toate continentele, întâlnim astfel de reprezentări umane sau animale care dacă nu posedă neapărat însușiri amuzante, simplitatea expresiei lor grafice le conferă cel puțin noțiunea de caricaturi în înțelesul arhaic al termenului.
Este dificil a-l găsi și numi pe primul caricaturist european. Cum am subliniat mai sus, străbunicii caricaturiștilor au fost artiști de seamă, respectabili și cât se poate de serioși care foloseau termenul de caricatură în înțelesul său primar de schiță în vederea realizării unei opere de artă. Niciunul dintre ei nu a considerat că aceste schițe s-ar preta a fi prezentate publicului larg, aceasta datorită lipsei unui suport adecvat de promovare publică cum ar fi ziarul. Unii artiști și-au păstrat aceste schițe în mapele personale, alții probabil au făcut troc cu ele în piața de legume unde, hârtia era la acea vreme posibil mai prețioasă decât foaia de varză sau chiar desenul de pe ea.
Celebrele schițe caricaturi ale lui Leonardo da Vinci, desenele grotești ale lui Callat sau Bosh, Goya, G. Grosz sau E. Munch sunt reperele cele mai adesea abordate de către istoricii artei când vorbesc despre grafica caricaturală. Numit de către unii analiști ai artei drept Realism critic, caricatura este mai degrabă o critică a realității.
O evoluție se poate totuși depista, și aceasta se poate considera ca începând cu artistul britanic William Hogarth (1697-1764). Hogarth a fost înzestrat de natură cu toate calitățile unui artist plastic și, în plus, cu un puternic simț etic și spirit critic. Dezgustat de lipsa de moralitate a concetățenilor lui, precum și a societății în general, lasă colegilor săi de breaslă să reprezinte eternele și banalele teme, el dedicându-se unei analize fine și critice a societății și timpului în care trăia. De la Bosh și Bruegel, Hogarth a deprins utilizarea fantasticului și a simbolului, de la precursorii săi renascentiști a învățat simțul compoziției ample și reprezentarea expresivității faciale și de mișcare. Hogarth a renunțat cu bună știință la un loc în panteonul artiștilor de renume, în locul realizării unor opere ample dedicându-se desenelor și gravurilor cu tematică satirică. Desenele sale sunt anecdotice, dar nu în maniera sentimental-anecdotică a lui Gerome (în secolul al XIX-lea), ci realist sagace și usturător morale. Realismul lor le conferea o actualitate în contemporaneitatea sa, abordând, totuși, temele uzitate la modă, cum ar fi mitologia, scene bucolice, religioase și portretistică. Stilul aparte al lucrărilor sale a generat rapid o nouă percepție a operei de artă, tehnică și emoțiile exprimate în vizualul său dând naștere unor comentarii și discuții aprinse. Hogarth a reușit, astfel, să deturneze comentariile tipice în fața unei picturi, legate de un discurs mai mult sau mai puțin academic, spre reacția spontană a privitorului prin comunicarea unei atitudini intelectuale.
Thomas Rowlandson (1756-1872) este considerat a fi primul mare caricaturist al Angliei. Sub puternica influență a lui Hogarth (Rowlandson se naște când Hogarth avea 59 de ani), Rowlandson își începe cariera drept caricaturist, dar datorită înglodirii în datorii la jocurile de noroc, se angajează desenator cu norma întreagă (aparent influența lui Hogarth a fost doar artistică și mai puțin morală). Rowlandson face desene complicate, cu multe personaje, aproape epice, de un umor amar și cu ținte directe spre cei bogați și puternici. Majore probleme sociale se desfășurau în timpurile sale și Rowlandson a contribuit prin desenele lui satirice la o prezentare de profil a acestei realități. Nefiind un analist filosof, el a fost doar un critic sagace și intolerabil al injusteții sociale. Prin aceasta el reprezintă o noua etapă și fațetă a caracteristicii caricaturii moderne. Cu precădere caricaturile sale au fost gravuri în cupru și, dat fiind evoluția tehnologică a tiparului, de largă circulație. Desenele sale se tipăreau cu regularitate drept "Tours of Dr. Syntax". Acest lucru i-a adus de altfel și notorietatea.
Anglia fiind prima țară larg industrializată, a creat și premisele apariției primelor racile ale societății moderne, iar Hogarth, Rowlandson și Cruikshank au fost caricaturiștii care au desenat cronica satirică a aproape 200 de ani de istorie britanică modernă.
George Cruikshank (1792-1878) este cel de-al treilea important exponent al caricaturii timpurii. Considerat ca fiind cel mai mare gravor din timpul sau, Cruikshank a fost și un fin observator al caracterului uman și al comportamentelor inumane, ilustrând sintagma homo homini lupus cu desăvârșită și intolerabilă acuitate. În ultimii treizeci de ani ai carierei sale, viața ziarelor prinsese contur devenind eficiente și sofisticate, acest lucru conferindu-i o largă popularitate. Termenul de caricatură, în conotația pe care i-o acordam noi astăzi, devine uzitat pe când Cruikshank avea 50 de ani și poate datorită acestui fapt, el este considerat a fi veriga de legătura între satira clasică și caricatura modernă.
În schimb, pe continent, spiritul satiric al caricaturii a apărut mai târziu și doar influențat de larga circulație datorită evoluției tehnologiei de tipar cât și de priza la public al deja faimoșilor caricaturiști menționați. În Germania, pe la 1770, Daniel Chodowiecki începe să colaboreze cu desene satirice în almanahurile editate la Berlin, comentând grafic stilul de viață al societății germane. Tot în Germania, J. H. Ramberg a popularizat tradiția caricaturilor hogarthiene.
În declinul monarhiei franceze, Louis Boily și Philibert Debucourt adopta tehnicile predecesorilor britanici. După o perioadă de restricție datorită revoluției franceze și a domniei lui Napoleon, caricatura își va continua evoluția prin activitatea lui Carle Vernet care va aduce o specificitate distincta în caricatura franceză. Un moment important în istoria caricaturii îl reprezintă Daumier care va domina la jumătatea secolului XIX această tendință cu litogravurile sale satirice în care ataca pe inamicii republicani. Cel mai cunoscut caricaturist francez rămâne totuși Toulouse Lautrec.
În Spania, despotica monarhie se va mai domoli pe la sfârșitul secolului XVIII, moment în care Goya publică faimoasele sale Caprichos (1799). Forța desenelor lui Goya, de un sarcasm dramatic, diseca fără menajamente trăsăturile umane negative, generând astfel o nouă dimensiune a satirei în forma artei ca protest.
Caricatura pătrunde în Rusia în primii ani ai secolului XIX, reprezentată de opera satirică a lui Aleksander Orlowski, un polonez refugiat în St. Petesburg ce a fost prigonit din Polonia sa natală de către regimul prusac pe care l-a criticat în desenele sale acide.
Orientul va face cunoștință cu primele caricaturi în China, importate de la englezi pe la 1840, iar în Japonia abia după 1867, după ce regatul nipon își va deschide economic și politic mentalitatea și atitudinea către vest. Englezul Charles Wirgman și francezul Georges Bigot le vor deschide apetitul japonezilor pentru umorul și tehnica de lucru a caricaturilor. Poate umorul să fie unul dintre lianții importanți ai mentalităților și culturii civilizațiilor, demonstrând că râsul este un limbaj uman universal.
În America Latină primele desene satirice apar pe la mijlocul secolului XIX fiind importate de către caricaturiștii emigranți spanioli și portughezi. În Argentina caricatura va fi promovată de caricaturiști francezi. La începutul secolului al nouăsprezecelea, puține locuri din lume au rămas neatinse de critica ironică a caricaturii.
În secolul al XIX-lea și al XX-lea, caricatura capătă o dezvoltare considerabilă, având un însemnat rol social. Contribuții de valoare aduc și maeștri precum Steinlen, Gavarni, Forain, Saul Steinberg.
Belgianul Franz Masseerel (1889-1971), grafician de excepție, și-a desfășurat activitatea atât în țara sa cât și în Germania, Tunisia și Elveția. În perioada războiului, Masseerel este un critic neobosit, demascator al ororilor războiului și al propagatorilor lui. Fiind mai degrabă un moralist decât un caricaturist, Masseerel a reprezentat o importantă sursă de inspirație pentru graficienii de presă prin claritatea expresiei și tensiunea dramatică realizată pe puternice contraste de alb-negru.
Kathe Kollwitz (1867-1945) a făcut deopotrivă pictură și sculptură dar a excelat în grafică. Artista a devenit cunoscută îndeosebi prin ilustrarea unor opere ale lui Emile Zola și cele cu un conținut progresist ale lui Gerhard Hauptmann. Estetica lucrărilor sale s-a remarcat printr-o linie lapidară și energică în care este prezent contrastul de umbră și de lumină.

## Caricatura în România
În România caricatura apare și ea odată cu emanciparea unei noi societăți și formarea unei conștiințe naționale pe la jumătatea secolului XIX, în perioada pașoptistă. Umorul amar dar și atitudinea critică sunt trăsături reprezentative ale poporului român. "A face haz de necaz" este o sintagmă caracteristică romanului și, adesea, românul a găsit soluții la problemele sociale și la cele existențiale abordând o atitudine ironică, dar mai ales autoironică, nu totdeauna demonstrată a fi și constructivă dar, cu siguranță, paliativă și păstrătoare a unei sănătăți spirituale. Tradiția umorului românesc va fi magistral reprezentată de artiști precum C. Jiquidi, A. Murnu, I. Iser, N. Tonitza, C. Ressu, F. Sirato, I. Ross.
După 1944, caricatura va deveni un mijloc de propagandă în slujba comuniștilor. Caricaturiștii satirizau (la sarcină de partid), tare ale societății trecute, astfel încât foștii aristocrați, boieri, nobili, industriași, patroni, să nu poată fi compătimiți pentru pedepsele pe care noua oligarhie le aplica. Din nefericire, pedepsele nu au fost doar de natură ironică sau moralizatoare. Cinismul proletcultist a fost fără margini. Râsul a dispărut de pe fața României, fiind înlocuit de masca roșie a tiraniei încrâncenate, a suferinței și a neputinței.
În acest climat, umorul a suferit însă și un alt avatar, devenind o armă de protest tacit împotriva dictaturii instaurate. Ca în orice epocă istorică, unii artiști s-au prostituat, alții și-au păstrat coloana vertebrală a demnității, cu subtilitate furișându-se sub pulpana metaforei, ei au zgâriat cu penița lor dictatura.
În prezent diverse publicații folosesc serviciile caricaturiștilor pentru a da o "notă de culoare" editorialelor sau unor articole și teme abordate, iar unele au chiar o secțiune dedicată, "Caricatura zilei".
După 2000, a luat avânt și caricatura comercială, prezenta prin numeroase site-uri și blog-uri aparținând artiștilor care își promovează astfel serviciile sau ale unor firme care colaborează cu aceștia și oferă o multitudine de servicii clienților.

## Caricatura în America
Importanța covârșitoare pe care o va avea America de Nord în promovarea și reinventarea caricaturii este fără echivoc. Înainte de războiul civil, apetitul pentru caricatură pe noul continent se leagă indestructibil de influența periodicelor britanice și al simțului umorului caracteristic Albionului. Majoritatea pamfletarilor și a caricaturiștilor abordau un umor virulent, deocheat dacă nu chiar grosier. Această abordare directă și adesea "fără perdea", prea puțin sau doar convențional restricționată de anumite principii etice și legi de bună cuviință, a caracterizat perioada colonială. Anglia și Parlamentul ei au fost fără menajamente ținta sarcasmului celor de peste ocean dar, rareori însă și regalitatea. Nu multa lume știe că Benjamin Franklin a fost și un desăvârșit caricaturist. Caricaturile sale erau rareori blânde dar mereu pline de un umor de gustat chiar și astăzi. După 1812 și după războiul civil, caricatura americană se debarasează de formala condescendentă față de coroana britanică și devine sagace și intolerabilă la adresa yankeilor și a rigidității conservatorismului anglican. Jurnalismul ia amploare și artiști caricaturiști precum James Akin, Elkanah Tisdale (care creează și publicația "Gerrymander") și Alexander Anderson devin exponenții de seamă ai genului caricatural. În acea perioadă, caricaturile erau tipărite cu precădere în formă de broșuri sau foi volante (flyere) și vândute ca atare în librării și magazine de artă sau în specifice almanahuri de gen. Abia în 1820 se petrece permutarea caricaturii spre hebdomadare datorită extinderii capacității tipografice și a proliferării publicațiilor jurnalistice. Caricaturile realizate de William Charles apăreau cu regularitate în aceste timpurii publicații, înfierând cu un umor spumos, atitudinile ipocrite și oportuniste ale funcționarilor publici. Alegerea președintelui american Andrew Jackson, cu tot arsenalul sau atitudinal și fizionomic a oferit subiecte fără limita caricaturiștilor.
Cei rămași necombatanți în timpul războiului civil, așteptau acasă informații de acuratețe și la timp cu privire la desfășurarea evenimentelor de pe front. Aparițiile hebdomadarelor au devenit pentru prima oară în istorie o sursă importantă și necesară de informare, esențială pentru milioane de oameni. Tipografiile și redacțiile ziarelor au cunoscut în aceasta perioadă o dezvoltare fără precedent. Scenele descriptive a situației de pe front erau la mare căutare în acele zile. Astfel, primii corespondenți de presă pe care îi poate atesta istoria gazetăriei au fost chiar caricaturiștii sau ilustratorii. Personalitatea lui Abraham Lincoln, adulată sau contestată, a focalizat atenția poporului american. Datorită ororilor războiului, umorul a căpătat o fațetă tragică devenind mai degrabă metafora existențială. În următorii cinci ani, caricatura de presă va deveni portdrapelul atitudinii civice americane. Britanicul Frank Leslie va profita de atmosfera de destindere imediată încheierii războiului și va edita câteva periodice umoristice ("The Budget of Fun", "Joly Joker", "Comic Monthly", "Phunny Phellow"). Unul dintre angajații săi a fost William Newman care lucrase pentru "Punch" și care devenise în America primul dintr-o serie de caricaturiști britanici de marcă pe lângă confrații săi Edward Jump, Frank Beard, Joseph Keppler, Victor și Bernard Gilliam și nu mai puțin faimosul Thomas Nast.
Thomas Nast, un bun republican toată viața lui, debutează inițial în "Harper"s Weekly" dar își vinde caricaturile la majoritatea publicațiilor de pe continentul american. În perioada reașezării societății civile, Nast îl demască și înfierează prin caricaturile sale pe republicanul Andrew Johnson pe care îl considera un trădător fără scrupule al cauzei republicane. După înlocuirea lui Johnson la președinție de către Grant, caricaturile lui Nast nu mai au sevă și vandabilitate și artistul își căuta un nou subiect pentru satirele sale. Victima sa va deveni democratul newyorkez William (Boss) Tweed și concernul sau "Tammany". În mai puțin de un an, Nast reușește să-i demaște prin caricaturile sale, interesele mercantile și modalitățile ilegale practicate de Tweed, astfel contribuind la arestarea și condamnarea lui Tweed în 1873. Cu această victorie în palmares, Nast vânează următoarea victimă în persoana lui Horance Greeley, opozantul lui Grant în alegerile anterioare. Nast îi distruge cariera politică a lui Greeley cu aceeași armă necruțătoare a peniței satirice, demascatoare. Nast nu a fost în nici un fel corupt și chiar dacă sentimentele sale au fost partinic republicane, a refuzat exorbitantul onorariu de 10.000 de dolari oferit de republicani în 1876 pentru a face campanie de susținere, un atribut al demnității, rar întâlnit. Prin caricaturile sale virulente, Nast a demonstrat că arma satirei poate face și victime dar totdeauna sub stindardul moralității și al dreptății.
Pe la începutul anilor 1880, devenise limpede pentru toată lumea de bun simț că republicanii înșelaseră așteptările poporului și că făcuseră serioase concesii oligarhiei bogaților în detrimentul maselor și a justiției. Kepler și Gillams îi atacă virulent pe republicani în paginile jurnalului "Puck". Unul din antologicele seriale desenate de Gilliams este "Tattoned Man" ce apare în perioada alegerilor din 1884 în campania Cleveland-Blaine. O alta influentă campanie de desene satirice cunoscută drept "Belshazzar"s Feast" apare concomitent în "New York World" sub semnătura lui Walt McDougall.
Forța evocatoare și de radiografiere a psihologiei comportamentale ca atribut major al caricaturii, face ca acest gen plastic să devină un ingredient sine qua non al gazetăriei care va merge în tandem cu articolele și comentariile politice, sociale și mondene în fiecare etapă istorică de acum încolo. Începând cu perioada ultimului deceniu al secolului XIX, stilul desenelor caricaturale se simplifică, renunțându-se la forma schițelor laborios executate, abordându-se un stil mai lejer al formei și liniei plastice. Acest lucru a avut un efect pozitiv asupra impactului vizual și al transmiterii mesajului într-o formă mai directă și mai concisă. Lecția stilului caricatural de la Hogarth și Daumier este uitată și prospețimea unei noi linii, mai viguroase și mai spontane, devine forma noului limbaj caricatural. Deja publicul a primit educația esențială a acestui mesaj grafic și simbolurile sau metaforele devin un limbaj pe înțelesul tuturor. Cu un minim de explicații adiacente mesajului vizual, Victor Gilam și Grant Hamilton trasează noul stil de caricatură de presă. La începutul secolului XX, Homer Davenport, Fredeick Burr Opper și John T. McCutcheon conturează definitiv stilul caricaturii moderne. O pleiadă întreagă de caricaturiști de valoare, astăzi uitați, au cunoscut în acea perioadă culmea gloriei: T. E. Powers, Charles Macauley (care a obținut și un premiu Pulitzer pentru activitatea sa), Charles Bush, J. S. Pughe și alții. McCutcheon a fost liderul noii generații de artiști ai penelului satiric, activând cu succes la "Chicago Tribune" realizând coperțile acesteia în color. McCutcheon va fi răsplătit cu un premiu Pulitzer în 1932 pentru comentariile sale grafice din perioada depresiei.
În această vreme, o nouă generație de tineri artiști caricaturiști încep să se afirme: Rollin Kirby (premii Pulitzer în 1922, 1925, 1929), Jay Norwood "Ding" Darling (1924, 1943), Nelson Harding (1927, 1928), Dan Fitzpatrick (1926, 1955), Edmund Duffy (1931, 1934, 1940). Critica lor, adesea arogantă și plină de furie, s-a îndreptat asupra prostiei și a inechității unei societăți pe care ei doreau sa o schimbe. Atitudinea lor militantă și progresistă a avut un puternic impact în rândul publicului, sporind totodată și tirajul gazetelor unde desenele lor vedeau lumina tiparului. Critica virulentă era adresata adesea și în direcția guvernului și politicii americane din timpul primului război mondial. În 1917 Congresul American a instituit chiar "un birou guvernamental al caricaturii" încercând astfel să insufle un spirit patriotic în rândul caricaturiștilor, dar reușind să aibă un efect contrar. Numeroși caricaturiști precum Art Young, Robert Minor, Balfour Ker sau William Glackens, au avut drept reacție o atitudine și mai virulentă și radicală. Desenele lor nu reușeau să fie publicate decât în gazete de tiraj mic, cu o firavă circulație dar cu un impact major.
Din punct de vedere al stilului, majoritatea caricaturiștilor ce au activat în perioada celui de-al doilea război mondial, au impus un desen mai grafic, cu o linie simplă dar viguroasă și cu tușe pe zone largi de negru. Aceasta formă grafică creează un anumit dramatism și un impact vizual imediat. Reprezentanți pentru această perioadă au fost caricaturiștii: Vaughn Shoemaker, Charles Werner, Jacob Burck și Richard Yardley.
După încheierea celui de-al doilea război mondial, în America a survenit o perioadă de destindere și lejeritate a vieții sociale. Această atmosferă a oferit numeroase subiecte mondene pentru satira caracterologică și de atitudine. Tom Little, Clifford și James Berryman (tată și fiu), Reg Manning cât și mai vârstnicii Dan Fitzpatrick și Lute Pease au ocupat cu precădere spațiile destinate caricaturii din marile publicații naționale. Pentru această perioadă cel mai reprezentativ rămâne totuși Herbert L. Block (Herblock) care adaugă desenelor sale un comentariu acid și cât se poate de ironic, în maniera trasată de predecesorii lui, Kirby și Duffy, dar cu o puternică personalitate. Cu două premii Pulitzer în portfoliu (1942, 1954) și cu numeroase cărți de caricaturi cu text, Herblock devine un erou național de notorietate. Bill Mauldin îi făcea concurență acestuia, câștigând numeroase distincții în domeniu pentru prezențele sale constante și savuroase din "Stars and Stripes" încununându-și palmaresul cu un Pulitzer (1945). După ce este angajat de ziarul "Post Dispatch" din St. Louis, Mauldin obține și un al doilea Pulitzer (1959).
Caricatura editorială devenise deja o industrie în anii 1960. Au apărut și primele sindicate de gen care cumpărau și vindeau pe scara națională en gross caricaturi, reprezentând drept agenți pe cei mai prolifici caricaturiști. Caricaturile furnizate de sindicatele: John Fischetti (NEA), Baldowsky (Baldy), Hesse, Alexander sau Dowling apăreau zilnic în sute de publicații. Acest climat al cererii și ofertei într-un consum continuu, a născut și o adevărată emulație între artiștii profesioniști, calitatea produselor lor atingând standarde foarte înalte. O competiție acerbă a apărut și pentru prestigioasele premii Pulitzer dar și "Sigma Delta Chi", distincție acordată de Asociația jurnaliștilor profesioniști. Predilecția pentru caricatura politică domină subiectele abordate de presă. Ilustrarea esențializată a subiectului, simbolizarea și sublimarea printr-o poantă a unei informații, câștiga de multe ori teren în fața textului articolului pe care îl ilustra și de cele mai multe ori reușind să aibă un impact mai mare decât mai multe coloane de text. Toate cotidienele, cu excepția ziarului "The New York Times" și "Village Voice", care preferă ilustrația editorială, publică zilnic cel puțin o caricatură de gag.
Nu numai caricatura politică a făcut deliciul publicului American dar și caricatura sportivă a deținut un rol important. San Francisco este locul unde caricatura sportivă a făcut istorie, totodată având o influență și asupra altor habitate. Specificul social al vieții celor din "Frisco", ca un centru al artelor și culturii de pe coasta de vest, a fost și este oarecum diferit de cea de pe coasta estică a Americii. San Francisco, ca stil de viață, combina atitudinea novatoare cu competiția. Această dinamică de modus vivendi nu putea să nu confere un loc și rol major sportului, de la fotbalul american, la baseball și mai ales spectacularele meciuri de box. Atât sportivii, comentatorii sportivi, dar nu mai puțin caricaturiștii sportivi, au fost respectați și adulați de public.
Thomas Aloysius (Tad) Dorgan a fost primul, și nu puțini sunt cei care susțin "și cel mai bun" caricaturist sportiv al tuturor timpurilor. Începând cu "San Francisco Examiner", până în 1904 și după aceea la "New York Journal", el a monitorizat și imortalizat o cronică a evenimentelor sportive cât și portrete ale atleților americani, subliniind cu ironie, uneori chiar cinism, trăsături de caracter.
Bob Edgreen a fost însă cel mai cunoscut caricaturist pe teme sportive. Lucrând pentru "New York World", Edgreen a tins să idealizeze personajele sale, reprezentându-le ca pe niște eroi mitici. Linia sa viguroasă cu planuri accentuate complimentau personajul în cele mai multe cazuri.
Un alt caricaturist newyorkez de prestigiu a fost Edward Windsor Kemble, cunoscut mai ales din paginile periodicului "Harper"s Weekly".
Pe coasta de vest, Dogan a avut câțiva discipoli demni de menționat: Reuben Lucius (Rube), Goldberg și Robert Ripley. Goldberg și-a publicat primele desene în 1905 în "San Francisco Bulletin" după care s-a asociat ziariștilor de la "Chronicle", iar apoi, mutându-se la New York și devenind caricaturist de prima pagină la "Evening Mail". Goldberg a realizat și numeroase comixuri (benzi desenate): "Foolish Questions", I"m the Guy", The Look Alike Boys", "Inventions", axându-se cu precădere pe caricatura politică și de situație în imagini burlești. A obținut un premiu Pulitzer în 1960 pentru caricatura editorială și în anii "60 a fost considerat a fi "decanul caricaturiștilor".
Ripley a fost un caricaturist cronicar pentru "San Francisco Bulletin" înainte de primul război mondial, desenând un grupaj de situații (chatler) aparte și bizare din timpul unei activități sportive pe care a intitulat-o "Believe or Not", sintagma și titlu care vor deveni celebre. Nu mai puțin celebru a devenit însuși Ripley datorită acestei "găselnițe" inspirate. Fiind foarte solicitat de presă pentru a prezenta bizarerii din lumea mondenă, Ripley și-a dedicat restul vieții în căutarea de situații ce ies din tipar.
După primul război mondial, New Yorkul devine centrul vieții mondene al Americii dar și cel al vieții sportive, culturale și de presă. Caricaturiștii erau aici într-adevăr la ei acasă. 
Burris Jenkins Jr. și Goldberg au fost cei mai importanți caricaturiști newyorkezi, publicându-și caricaturile în "New York Journal". Mexicanul Pete Llamuza semnează în perioada anilor "20, caricaturile în "Telegram" influențând prin stilul său o pleiadă importantă de caricaturiști moderni. Willard Mullin a fost succesorul lui Llamaza la "Telegram", fiind și cel mai cunoscut caricaturist din vremea sa pe teme sportive. Mullin a debutat 1935 și doar în doi ani atinge notorietatea, ridicând pe culmi de glorie totodată prin aportul său de rafinat designer, și publicația pentru care lucra. Stilul său, aparent aglomerat și încâlcit la prima vedere, se demonstrează la o analiză mai fină, a fi perfect în echilibru compozițional, nici o linie în plus, trasând cu eficacitate o atmosferă complexă și dinamică a emoției în mișcare, caracteristică sportului. 
Au fost și alți artiști plastici care s-au dedicat caricaturii de presă, cum ar fi: Bill Crawford ("Newark News"), Karl Hubenthal ("Los Angeles Examiner"), Lou Darvas ("Cleveland Press"), Bob Bowie ("Denver Post"), Gus Edison ("The Gumps" și "Brooklyn Standard Union"), John Pierotti ("New York Post"), Gallo și Leo O"Mealia ("New York Daily News"). În această perioadă a apărut și un serios concurent al caricaturiștilor de sport, reporterul fotograf. Acest nou aliat al presei a făcut ca numeroși caricaturiști și ilustratori să emigreze spre caricatura politică (Crawford, Goldberg, Jenkins) sau să abordeze ambele topici (Hubenthal, Pierotti). Aceasta situație îi detrona aparent pe caricaturiști din pozițiile lor de reporteri supremi ai evenimentelor, și numeroase redacții au renunțat, datorită costurilor, la serviciile caricaturiștilor de angajați permanenți la ziar. Ca o necesitate firească au apărut astfel și primele sindicate ale caricaturiștilor. 
Sindicatele semnau angajamente cu artiștii caricaturiști pentru a-i reprezenta și a le vinde caricaturile simultan la mai multe publicații naționale. Competiția directă dintre caricaturiști a fost astfel preluată de agențiile sindicale și de agenții acestora. Desenul de presă devine o industrie, și o nouă eră a vizualului de presă se naște. Artiștilor caricaturiști li se ridică o nouă ștachetă profesională. Angajamentul cu sindicatele îi obligă la o permanentă prezență cu materiale incitante și le și asigura în același timp "o pâine" constantă. Problema esențială la care caricaturiștii trebuiau să facă față a devenit: promptitudinea. Pentru a plasa desenele ziarelor, sindicatele solicitau "marfa" cu ceva timp înainte de desfășurarea evenimentelor. Un eveniment jurnalistic perimat este un eveniment neinteresant. Temele "la zi", în cazul cotidianelor "la oră", devin foarte greu sau imposibil de acoperit de către caricaturist, astfel poantele cu care caricaturiștii își fezandează desenele devin mai generice. Dintre caricaturiștii care au făcut față onorabil acestei noi solicitări au fost în perioada anilor "50: Tom Paprocki (Pap), reprezentat de Associated Press, Murray Olderman reprezentat de NEA și Alen Maver de Central Press. 
Prin apariția fotografiei, arta ilustrată părea a se afla în declin dacă nu chiar pe cale de dispariție. Nu a fost totuși să fie așa. Arta vizualului în forma de caricatură sau ilustrație a supraviețuit datorită plasticității și a conceptului, lucru pe care fie și cel mai abil și artistic fotograf nu avea cum să-l imortalizeze într-o fotografie. Pe de altă parte, cititorul de ziar avea și are în continuare nevoie de a i se oferi o interpretare personală și originală și un comentariu inteligent al unei teme de editorial dar și o plasticitate artistică a vizualului tipărit pe care doar linia grafică o poate oferi. Grafica de presă nu numai că a supraviețuit dar s-a rafinat și diversificat uimitor în decadele ce vor urma.
Caricatura "glumeață" de gag, neimplicată politic sau tematic, deține un loc aparte în vizualul presei. "Caricatura pentru caricatură", cea care nu naște nici dispute, și cu atât mai puțin războaie, s-a dezvoltat în paralel cu genul caricaturii de care ne-am ocupat până aici și își are originile cam din aceeași perioadă de sfârșit de secol XVIII. Orientarea tematică a acestui capitol al caricaturii se axează pe principiile eticului și al situației comice bufe. Comicul burlesc își are originea în improvizațiile comediei dell'arte și în farsele amicale de local. Ca și epigrama, caricatura de gag își alege subiecții pe criteriul denaturării unui aspect comportamental sau exagerării unui element fizionomic. Răutăcioasă și chiar vulgară adesea, caricatura de gag este o farsă menită a irita pe subiect atunci când acesta nu posedă umor și autoironie sau declanșarea unui mecanism de replică, atunci când subiectul se simte lezat dar nu jignit și stăpânește pe deasupra și calitatea de a riposta cu aceleași arme. În acest ultim caz, replica nu întârzie să apară și de multe ori, depășind chiar prin sarcasm scânteia inițială. Farsele își mută astfel calamburul de la "glumele fizice", vulgare de cele mai multe ori, într-o sferă ceva mai nevinovată cum ar fi semnul grafic. Nefiind implicată critic ori psihologic în vreun fel și fără a se dori moralizatoare, caricatura de gag este de cele mai multe ori bufă, noțiunea estetică desemnând efectul mecanic ilariant produs de comicul unor situații simple, elementare. Elementul esențial pe care și-l arogă caricatura de acest gen, este ironia sau, mai pe șleau spus, bășcălia. 
Caricatura de acest gen nu a putut prolifera decât odată cu eficacitatea tehnologiei de tipar după 1820 când procedeele litografice au putut oferi posibilități de multiplicare. După apariția primelor gazete și almanahuri după 1840, caricatura de gag a putut fi răspândită eficient și economic în toate mediile sociale. Multe dintre acestea au urmat calea inițiată de almanahurile englezești Cruikshank. În decada următoare au apărut în America o serie întreagă de almanahuri de acest gen: "Elton"s Comic" "All My Neck", "The Rip Snorter", " The Devil"s Comical Texas Oldmanick". Desenele satirice care apăreau în aceste broșuri timpurii au fost caricaturi "brutale" fără pretenții deosebite, caraghioase și hazoase dar mai puțin vulgare sau obscene cum aveau să apară ceva mai târziu.
Dintre primele gazete americane cu precădere umoristice, "Puck" și "Judge" sunt cele mai demne de notat. Pe la 1890 au apărut deja primele caricaturi în color. Din aceasta perioadă se disting câteva nume de caricaturiști cărora, chiar și astăzi caricaturiștii moderni le datorează un tribut: A. B. Frost, Kemble, C. J. Taylor, F. M. Haworth, W. A. Rogers, Peter Newell, Palmer Cox, Charles Dana Gibson, Hy Mayer, T. S. Sullivant. Serialul "Gipson Girl" realizat câteva decade bune de către Charles Dana Gibson, a reprezentat o cronică inspirată și versatilă a societății de mijloc și a problematicilor cotidiene ale oamenilor de rând. Însoțite de o calitate plastică desăvârșită, caricaturile de serie ale lui Gipson povestesc viața neînsemnată și situații cazuale, lucru care le-a făcut atât de populare. 
Germanul Hy Mayer a reprezentat cu succes acest gen caricatural cu ale sale "Travelaughs", atât pe continentul american cât și în Europa, fiind poate și primul caricaturist recunoscut pe plan mondial.
T. S. Sullivan este cel mai renumit caricaturist al acelor vremuri și în opinia artiștilor caricaturiști moderni și cel mai bun. Prezența sa prin publicarea nu prea mult numeroaselor desene ar fi putut trece cu ușurință neobservată dacă nu ar fi reprezentat și o calitate plastică excepțională. Grafica sa a fost atât de originală încât nu se poate compara cu nimic din ceea ce s-a făcut până la el, și nici după, cu toate că a avut o puternică influență și epigoni (John Bray, A. S. Daggy și Ed Carey). Cu hașuri viguroase și luminiscente aproape teatrale, desenele lui Sullivan au o plasticitate aparte. Sullivan a avut și calitatea unui fin observator al psihologiei umane făcându-l, împreună cu abilitățile sale plastice, un geniu al genului. Tematica în general a abordat relația "El-Ea" în situații particulare dar cât se poate de obișnuite, identificându-se astfel cu situații din viața cotidiană de rutină. Poanta vizuală era susținută și de comentariul hazliu care sublinia și mai mult efectul de satiră care poate fi apreciat chiar și în zilele noastre.
Începutul de secol XX a fost caracterizat în grafica de presă printr-o turnură spre un umor mai sagace și mai direct reprezentat de o serie de tineri artiști care au deschis o noua eră a umorului grafic: Eugene "Zim" Zimmerman, James Montgomery Flagg, Robert Felton Outcault sau Art Young. Fiecare dintre ei și-au stabilit reputația într-o arie tematică specifică. Pe la începutul anilor 1920 o noua deziluzie și-a făcut apariția în viața oamenilor. Americanii începeau să aibă o mai mică încredere în sistemul social, autoritatea statală și un mai mic respect și indulgență pentru sloganul stereotip și ipocrizia politicienilor. Reviste progresiste prin atitudine au promovat un cinism și o critică intolerantă față de tarele sociale. Reviste precum "Smart Set" sau "The American Mercury" au adus un prinos de rafinament stilistic și rafinament plastic vizual. Satira și ironia nu au mai reprezentat doar o simplă șicanare convențională ci un nou mod mai inteligent de a reprezenta realitatea, ridicând totodată și ștacheta unei noi calități a presei. Presa devine un reper intelectual mai mult decât o sursă de informare și amuzament. Umorul devine mai puțin bufonic orientându-se spre o fațetă mai mult implicată în problematici intelectualiste. Spiritul civic devine mai conștient și mai implicat în viata cetății. Această atmosferă a constituit fundamentul apariției faimoaselor publicații "Vanity Fair" și "The New Yorker".
Revista "The New Yorker" a reprezentat indiscutabil nucleul și locul de lansare a noilor tendințe în estetica caricaturii moderne. Începând cu anii "50-"60, un stil mai rafinat și mai sofisticat a fost impus de artiști precum Jules Feiffer sau David Levine. În anii "70 caricatura politică deținea supremația paginilor de gazetă. A existat o adevărată emulație creativa și de originalitate. Pat Oliphant, Jefferson McNelly, Tony Auth, Paul Conard, Edward Sorel și David Levine au adus un suflu de prospețime prin desenele și stilul lor aparte. Cea mai extremă formă de grafică umoristică se găsea totuși în "National Lampoon", publicație care nu ierta nici un aspect al vieții sociale americane din acea perioadă.
În afara Statelor Unite, cel mai întâlnit gen caricatural a fost "umorul negru" reprezentat atât în forma sa clasică de umor britanic, dar și în diferite alte forme stilistice în restul lumii. Cei mai cunoscuți rămân Ronald Searle în Anglia, Jean-Jacques Sempe și Jean-Marc Reiser în Franța, Chumy-Chumez în Spania, Hideo Takeda în Japonia și Guillermo Mordillo în Argentina. În Statele Unite, umorul negru a fost și este magistral reprezentat de Gahan Wilson și Gary Larson.
Se pot menționa aici doar câteva dintre cele mai prestigioase evenimente expoziționale anuale de grafică satirică  Saloanele de desen de presă de la Montreal - Canada, Youmuri Shiburn - Japonia, Basel - Elveția și cel de la Saint-Juste le Martel - Franța.
În anii '80 pe continentul American a sosit o pleiadă întreagă de noi artiști, emigranți sau refugiați politic din Europa de Est. Ei au adus cu ei o infuzie de inspirație nouă cât și stilul unui desen mai rafinat și mai subtil exersat cu abilitate în umbra cenzurii din țările de unde proveneau. În publicațiile americane au apărut rapid nume cu sonorități europene de est : polonezii Rafal Obinski, Andrzej Dudzinski, Zbigniwe Jujka, Alex Murawski, Andrezej Krajewski, Daniel Zakroczemski, Franciszek Starowieyski, Grzegorz Stanczyk, Steve Pietzsch, Wojciech Fangor, Lech Zahorski, Roman Cieslewicz, Mieczyslaw Wasilewski, Alex Gnidziejko, Ian Pollock, sârbii Mirco Ilic, Bill Vuksanovich și Predrag (Corax) Koraksic, croații Ed Soyka și Milan Trenc, cehii Darryl Zudek, Joseph Salima, Tomi Ungerer, Jan Sawka, Jiri Salamoun, Greg Spalenka și Peter Sis, ungurii Jeno Dallos, George Szabo (editorul revistei de umor "Witty World"), Gabor Papa, Thomas Kovacs și Gyorgy Brenner, lituanianul Stasys Eidrigevicius, estonianul Matt Mahurin, rușii Roland Topor, Mikhail Zlatkowsky și Valeriu Curtu, est germanii Hans-Ulrich Osterwalder, Henrik Dresher și Klaus Stuttmann, bulgarul Valeri Pavlow și românii Saul Steinberg, Eugen Mihăescu, Nicolae Asciu, Tony Avram, Jo Teodorescu, Ion Dogar Marinescu, Mitzura Salgian, Daniel Ionescu Dion, Devis Grebu, Czaba Zemleny, Raul Țiganu, Gogu Neagoe, Traian Filip, Tudor Banus, Bogdan Petry, Nel Cozacu. 
Aceasta a fost perioada în care caricatura s-a diversificat și scindat stilistic în caricatura de gag, hazlie ca aspect și conținut și ilustrația de presă, mai apropiată de grafică, mai metaforică, mai puțin caricaturală în linie și mai polisemică în mesaj. Cele două genuri ale graficii de presă se întrepătrund adesea, fiecare stil împrumutându-și calitățile reciproc. Ilustrația de presă rămâne totuși un gen plastic distinct și cu o caracteristică aparte în istoria publicisticii.